# Lagarotis debitor
Lagarotis debitor là một loài tò vò trong họ Ichneumonidae.